# 東京防禦総督部
東京防禦総督部（とうきょうぼうぎょそうとくぶ）とは、1895年（明治28年）頃から1901年（明治34年）4月9日まで、東京に置かれた、大日本帝国陸軍の総督部の一つである（明治28年勅令第9号・東京防禦総督部条例）。

## 概要
東京防禦総督（以下「総督」という。）は天皇に直隷し、東京の防禦に任じた。総督は東京の衛戍勤務を統轄し、師団長に命じてこれを実行させた。総督は軍政及び人事に係ることについては陸軍大臣、防禦計画に係ることについては参謀総長の区処を受けた。
1895年（明治28年）10月3日時点では、実際には東京防禦総督部は設置されていなかったので、1895年（明治28年）10月3日勅令第138号（衛戍条例の改正）附則では、東京防禦総督部設置に至るまで第1師団長が東京衛戍司令官とされ、1896年（明治29年）5月10日から総督の野津道貫大将が東京衛戍司令官となった。また、1898年（明治31年）1月20日から総督は親補職となった（中将以下が任じられた場合：明治31年1月20日勅令第9号）。同年4月1日、総督部は東京市麹町区代官町の新築庁舎に移転した。
1901年（明治34年）4月9日勅令第30号により東京防禦総督部は廃止され、これに伴い衛戍条例が改正され（明治34年4月9日勅令第31号）、1901年（明治34年）4月10日から第1師団長が東京衛戍司令官を兼任するようになった。

## 歴代東京防禦総督
- 欠：1895年（明治28年）1月18日 - 1896年（明治29年）5月9日
- 野津道貫 大将：1896年（明治29年）5月10日 - 1898年（明治31年）1月14日
- 桂太郎 中将：1896年（明治29年）10月14日 - 1898年（明治31年）1月12日
- 奥保鞏 中将：1898年（明治31年）1月14日 - 1900年（明治33年）4月25日
- 欠：明治33年（1900年）4月26日 - 明治34年（1901年）4月9日（廃止）

## 歴代東京防禦総督部参謀長
- 欠：1895年（明治28年）1月18日 - 1896年（明治29年）5月9日
- 黒田久孝 少将：1896年（明治29年）5月10日 - 1897年（明治30年）4月8日
- 村井長寛 少将：1897年（明治30年）4月8日 - 1901年（明治34年）4月9日（廃止）